# 中村高続
中村 高続（なかむら たかつぐ、生没年不詳）は、戦国時代の武将。三好氏に仕えていた松山重治の家臣。通称は新兵衛。
数々の武功を立てたことから「槍中村」の異名で恐れられた。

## 経歴
永禄4年（1561年）11月24日に起きた将軍地蔵山の戦いでは、六角氏の豪傑として名高かった永原安芸守を討ち取るなどして勇名を馳せた。
猩々緋の陣羽織と唐冠金纓の兜が特徴で、戦場でその姿を見た敵は恐れ慄いて戦わずに逃げてしまったという。ある日、ある者が「どうしてもその兜と陣羽織を貸して欲しい」と言ったため高続は仕方なくそれを貸し、自らは別の甲冑を着用して出陣した。すると、敵兵たちは相手が高続だとわからなかったため少しも怯まずに襲いかかった。そのため、必死の奮戦も虚しく高続はついに討ち取られた。
この出来事は、後世に武士たちの油断を戒める教訓として広く語られた。

## 高続を主題とした作品
- 湯浅常山『松山新介の勇将中村新兵衛が事』 - 江戸時代中期の逸話集である『常山紀談』に収録されている作品。
- 菊池寛『形』